# Ofensiva Elnia
Ofensiva Elnia a armatei sovietice (30 august 1941- 8 septembrie, 1941) a fost parte a Bătăliei de la Smolensk în timpul celui de-al doilea război mondial.  
Ofensiva a avut ca obiectiv distrugerea pungii semicirculare de la Elnia pe care o controlau forțele germane extinsă până la 50 km est de Smolensk, formând o bază excelentă de lansare a unuor atacuri împtriva Moscovei. Pe 26 august, STAVKA a ordonat Armatei a 24-a sovietice (Constantin Rakutin) să execute o ofensivă pe 30 august care să distrugă punga germană. Pe 3 septembrie, în condițiile în care pozițiile lor erau amenințate cu încercuirea, germanii au început retragerea din pungă, luptând neîncetat pentru apărarea flancurilor. Pe 6 septembrie a fost eliberat orașul Elnia. Ofensiva sovietică a continuat până pe 8 septembrie, când a fost oprită de noua linie defensivă germană. 
Aceasta a fost cea mai impotantă înfrângere a Wehrmachtului suferită până în acel moment și primul plan ofensiv sovietic încheiată cu o victorie clară. Germanii au suferit pierderi de aproximativ 45.000 de soldați – morți, răniți, dispăruți sau prizonieri. Generalul sovietic a căzut la datorie alături de alți militariu de sub comanda sa. 
Ofensiva Elnia a fost asociat cu formare unităților de elită sovietice – Unitățile de Gardă